# Ozell Jones
Pour les articles homonymes, voir Jones.
Ozell Jones, né le 20 novembre 1960 à Long Beach, Californie et décédé le 7 septembre 2006 à Lancaster est un joueur américain de basket-ball.

## Biographie
Formé d'abord à l'Université d'État de Wichita (1979–1981), il aide les Shockers à accéder à l'Elite 8 pour sa seconde saison. Il est transféré aux Titans de Cal State Fullerton de 1982 à 1984, où il joue aux côtés de Leon Wood, sélectionné au premier tour de la draft 1984.
En 1981, il est provisoirement suspendu par la NCAA en raison d'une faible moyenne scolaire au lycée.
Il se présente à la Draft 1984 de la NBA. Il est retenu comme 90e choix par les Spurs de San Antonio pour lesquels il dispute 67 rencontres (3,7 points de moyenne) lors de sa saison rookie. Il n'est pas conservé lors de la seconde pré-saison et quitte les Spurs le 24 octobre 1985. Il est signé le 31 mars 1986 par les Clippers de Los Angeles et fait son retour en NBA pour trois rencontres.
Par la suite, il rejoint le championnat italien (1986–1987), puis la CBA pour les Cincinnati Slammers (1986–1987), Thunder de Quad City (1987–1988), Tulsa Fast Breakers (1989–1990) et Tri-City Chinook (1993–1994). On le trouve aussi dans une autre ligue mineure, l'USBL pour avec les Miami Tropics en 1987 et 1988.
Après s'être retiré du basket-ball, il travaille dans un magasin de vêtements pour personnes de grande taille à Lancaster.
Le 7 septembre 2006, Ozell Jonesest retrouvé mort dans son appartement. Selon le rapport de police, il s'est vidé de son sang après un unique coup de feu dans le torse. Sa mort reste inexpliquée.

## Palmarès
- Champion d'USBL (1987)
- All-Star de la CBA (1990)[3]